# Unabhängigkeitstag (Indien)
Indiens Unabhängigkeitstag (Swatantrata Divas) wird als einer von drei Nationalfeiertagen jährlich am 15. August begangen. Er erinnert an die 1947 an diesem Tag erlangte Unabhängigkeit vom britischen Empire, dem Ende der brit. Kolonialherrschaft in Indien (British Raj), durch das Inkrafttreten des Mountbattenplans.
Er wird im ganzen Land mit dem zeremoniellen Hissen der Nationalflagge und der Verteilung von Süßigkeiten gefeiert. Die Hauptfeierlichkeiten finden in Neu-Delhi statt, wo die Regierungsgebäude beflaggt sind und der Premierminister die Flagge auf dem Roten Fort hisst und eine Fernsehansprache hält, in der er die Errungenschaften des vorangegangenen Jahres heraushebt und ein Bild der geplanten weiteren staatlichen Entwicklung zeichnet. Der Premierminister erinnert an diesem Tag auch an die Führer der Jahrzehnte während der indischen Freiheitsbewegung, allen voran Mahatma Gandhi.
Das Flaggenhissen und öffentliche Kulturprogramme finden in allen Hauptstädten der indischen Bundesstaaten statt, daneben werden sie auch von vielen privaten Organisationen, Schulen und Colleges durchgeführt.
In verschiedenen Regionen gibt es am Unabhängigkeitstag auch die beliebte Tradition des Drachenfliegens. Darin finden Wettkämpfe statt und hunderte farbige Drachen fliegen gleichzeitig von Balkons und Dachterrassen in der Luft.
Die Ereignisse werden in live-Berichterstattungen des staatlichen Fernsehsenders Doordarshan und des All India Radio übertragen; viele andere Sender haben ihr Programm mit patriotischen Filmen und Musik angereichert.